# ترمينال ريالتي
ترمينال ريالتي (بالإنجليزية: Terminal Reality) هي شركة أمريكية مطورة لألعاب الفيديو، تأسست عام 1994 . من ألعابها غوستباسترز: ذا فيديو جيم.

## ألعاب
- إيون فلوكس
- ذا كينغ أوف فايترز
- غوستباسترز: ذا فيديو جيم

## وصلات خارجية
- Terminal Reality's website
- Infernal Engine website نسخة محفوظة 26 يونيو 2012 على موقع واي باك مشين.
- Infernal Engine full game list
- Terminal Reality profile on موبي جيمز